# بيت اليتيم (الرجم)

تعديل مصدري - تعديل

بيت اليتيم هي إحدى قرى عزلة بني الجلبي بمديرية الرجم التابعة لمحافظة المحويت، بلغ تعداد سكانها 87 نسمة حسب تعداد اليمن لعام 2004.